# バド・パウエル
バド・パウエル（Bud Powell 本名:アール・ルドルフ・パウエル（Earl Rudolph Powell), 1924年9月27日 - 1966年7月31日）は、アメリカ合衆国のジャズ・ピアニスト。ビバップスタイルの第一人者。技巧的なピアノ・プレイにより「ピアノのチャーリー・パーカー」とも呼ばれた。

## 来歴
1924年、ニューヨークに生まれる。パウエルの祖父はフラメンコ・ギタリストで、父はストライド・ピアニスト、兄のウィリアムはトランペット奏者という音楽一家で育つ。また、弟のリッチー・パウエルや、学友のエルモ・ホープも後にピアニストとして名を成すことになる。バドは最初はクラシックの勉強をしていたが、アート・テイタムらの影響でジャズに興味を持つようになり、15歳になる頃には兄のいるバンドでピアノを弾くようになっていた。
スイング・ジャズ系ピアニストの中でもモダンなスタイルを持つアール・ハインズやビリー・カイルの影響を受けた右手の高速なシングルトーンと、頻繁なコードチェンジに対応するため左手はコードプレーに徹するという、ビバップに最適化された新たな演奏スタイルを確立した。また、同時代のジャズピアニストであるセロニアス・モンクとは深く親交があり、若き日のパウエルはモンクから音楽理論を学んだと言われている。1947年、パウエルはハーレムのバーで喧嘩をして、ビンで顔面を殴られた。彼の論理が意味不明で、一貫していなかったため、パウエルは州立病院に入院させられた。パウエルは人種差別に基づく扱いだと主張した。パウエルはガールフレンドから妊娠を告げられたが、その後、当時流行していた精神疾患の治療、電気ショック療法を受けさせられた。彼は11か月病院に収容され、48年の10月に退院を許された。
1940年代後半から50年代初頭にかけて音楽面の最盛期を迎えるが、50年代中期以降は麻薬やアルコールなどの中毒に苦しみ、精神障害（統合失調症）を負う。しかしながら、不調期の録音においても、「クレオパトラの夢」などの鬼気迫る演奏を聴くことができ、これを含めてパウエルの個性として評価する声が多い。
1960年代初頭は本国アメリカに一種のジャズ不況が訪れ、多くのジャズメンがヨーロッパに活動の場を移した時期であるが、パウエルもまたフランスに渡って活動を続ける。映画監督のベルトラン・タヴェルニエは、この時期のパウエルの演奏活動のエピソードを元に、映画「ラウンド・ミッドナイト」を撮影している。良好な環境と好意的な聴衆に支えられて麻薬禍からは脱却するが、既に体はボロボロであり、1966年アメリカに帰国した後にニューヨークで死去。死因は結核、栄養失調、アルコール中毒であったという。
ブルーノート、ルーレット・レコードなどのレーベルに演奏を残す。アルバムの代表作に『バド・パウエルの芸術』『アメイジング・バド・パウエル』『ジャズ・ジャイアント』『ザ・シーン・チェンジス』『バド!』など。作曲も多く、「ウン・ポコ・ローコ」、「クレオパトラの夢」などが知られる。

## ディスコグラフィ
選定（英語版より）

### 初期
- Tempus Fugue-It - Proper Records, four disc set, from 1944 recordings with Cootie Williams to the first sessions for Blue Note and Clef in 1949-50.

### ブルーノート・レコード
- ジ・アメイジング・バド・パウエル Vol.1 (The Amazing Bud Powell, Volume One) - 1949 and 1951 sessions.
- ジ・アメイジング・バド・パウエル Vol.2 (The Amazing Bud Powell, Volume Two) - 1953 session.
- ジャズ・オリジナル (Jazz Original) - 1955 (1954 and 1955 sessions).
- The Amazing Bud Powell, Volume Three - Bud! - 1957 session.
- バド・パウエル・プレイズ・バード (Bud Plays Bird) - 1957/1958 session. - リリースは1996年
- Time Waits -The Amazing Bud Powell, Volume Four - 1958.
- ザ・シーン・チェンジズ (The Scene Changes -The Amazing Bud Powell, Volume Five) - 1958. - リリースは1959年
- The Complete Blue Note and Roost Recordings - Four discs, including all the above sessions plus the 1947 Roost session and one recorded in 1953 for the same label.  The single disc issues have been remastered since this box was released, and are arguably better (though the Roost material is not included).

### ヴァーヴ・レコード
- The Complete Bud Powell on Verve - Five discs, sessions from 1949 to 1956.
- The Best of Bud Powell on Verve - single disc compilation of the best of Powell's work for the label.
- jazz giant